# Rua (macchina)

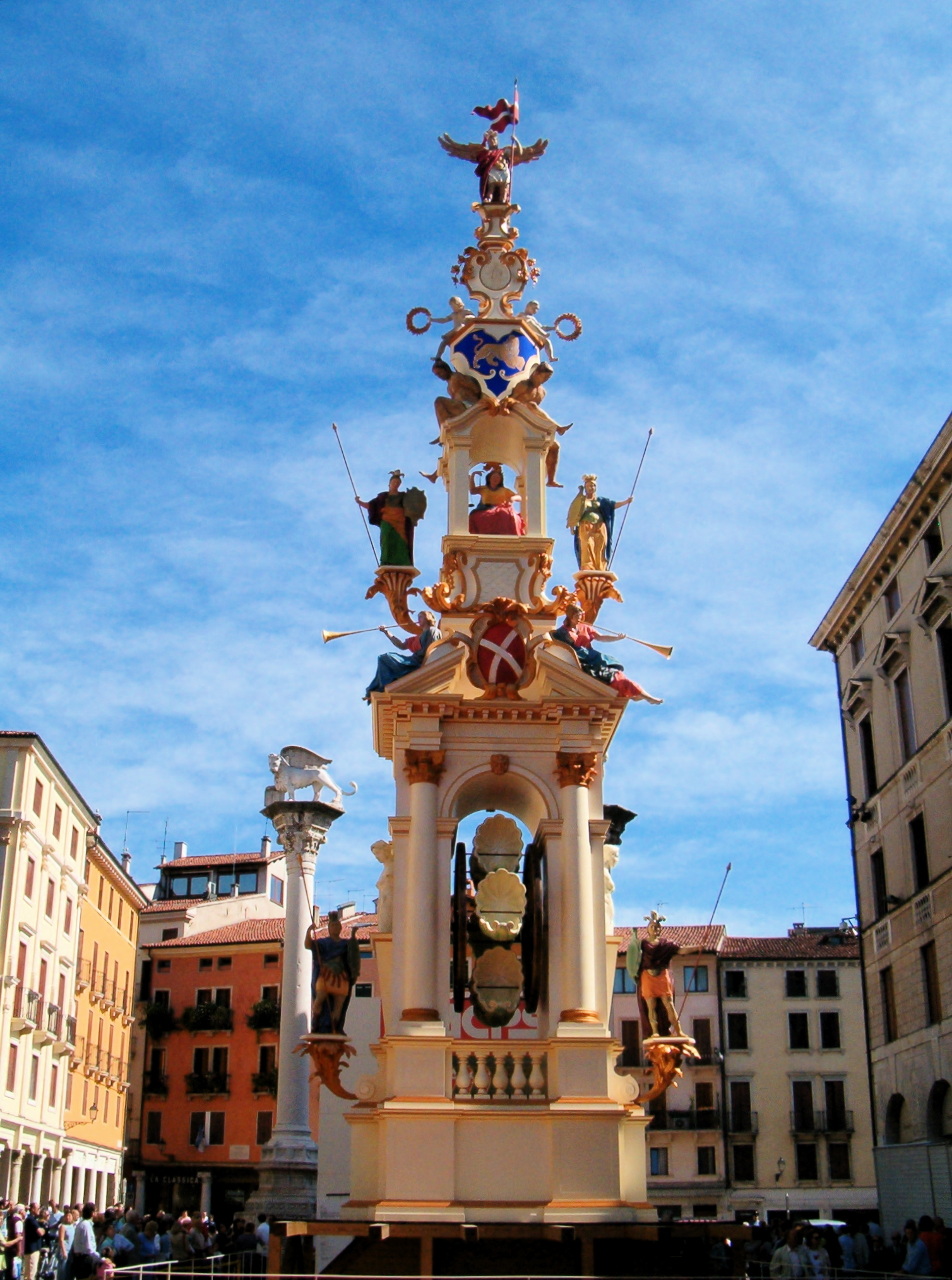
Ricostruzione della Rua nel 2007 in Piazza dei Signori a Vicenza.

La Rua (termine vicentino, in italiano ruota) era una macchina di legno portata a braccia, inventata nel 1441 e per secoli utilizzata nelle feste popolari della città di Vicenza.

## Storia

### Origini

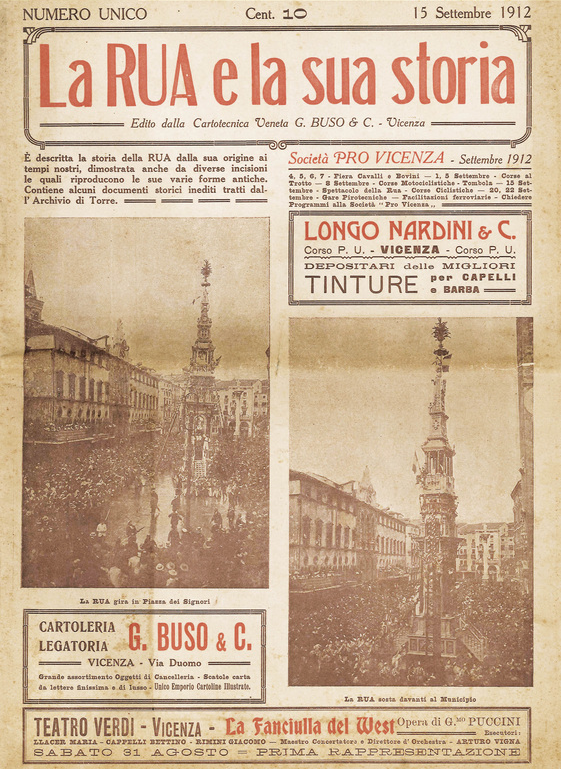
La Rua e la sua storia, opuscolo del 1912

Nel 1389, durante la Signoria Scaligera su Vicenza, il Consiglio comunale deliberò che ogni anno la festa del Corpus Domini fosse celebrata con una solenne processione che, partendo dal palazzo comunale, si fermasse in cattedrale e poi, passando per la Piazza del Castello e il corso principale della città, scendendo da contrà Santa Barbara ritornasse in Piazza dei Signori, dove si trovava la chiesa di San Vincenzo, nuovo patrono della città voluto dall'autorità civile. A rendere più solenne la processione facevano a gara le corporazioni cittadine con musiche, sfarzosi costumi e la sfilata dei loro emblemi dalle forme più svariate.
In questa competizione si distingueva il Collegio dei Notai - a quel tempo la più potente corporazione della città che rappresentava i pubblici uffici - e che spendeva parecchio per gli addobbi e soprattutto per il cero, sontuoso e finemente lavorato. Nel 1441 il collegio nominò una commissione con il compito di inventare qualcosa di particolarmente bello e che destasse impressione sul popolo; ma la prima realizzazione - uno stendardo che raffigurava la Vergine, San Luca e quattro angeli - non piacque abbastanza. Così due anni dopo fu nominata una nuova commissione che inventò la Rua.
L'idea nacque dalla ruota sulla quale erano scritti i nomi dei notai e che, ruotando sul suo perno, indicava chi doveva svolgere il turno di servizio. Il modello, ingrandito, formò il centro di una costruzione piramidale, detta cirio, così originale e bella che il popolo subito la gradì. Talmente bella però - veniva arricchita di anno in anno con figuranti, oggetti, stoffe e ornamenti - che divenne fonte di distrazione durante la processione. Con il passare del tempo, la gerarchia ecclesiastica si lamentò che la gente accorreva più per vedere la ruota che per partecipare alla processione al punto che, qualche anno dopo, il Collegio pensò di sostituirla con cento ceri, ma il popolo si oppose al cambiamento. Dal 1616 il passaggio della Rua fu consentito solo a processione conclusa.
Sulla Rua si accumularono varie leggende: una di queste voleva che il nome derivasse dalla presenza di una grande ruota tolta durante una battaglia al carroccio di Padova; un'altra attribuisce ad Andrea Palladio la sua invenzione: in realtà il macchinario esisteva già da oltre un secolo e non vi è alcuna prova che il grande architetto vi abbia contribuito con i propri disegni.

### LaRuadurante i secoli

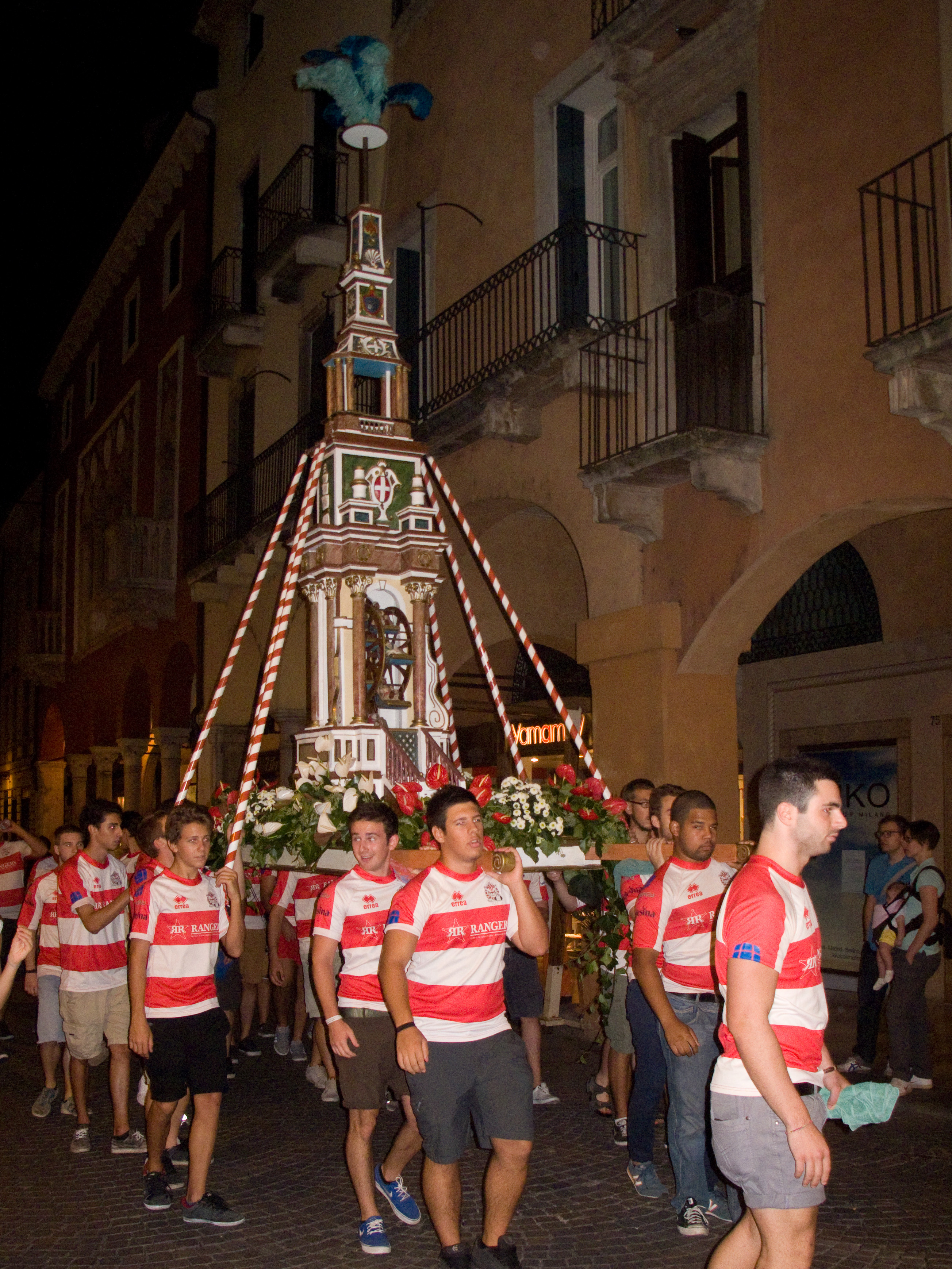
Vicenza - La Rua 2013 - La "Rueta" trasportata durante la sfilata storica

La Rua divenne così per secoli un simbolo popolare vicentino, un piacevole divertimento che si ripeteva in diverse ricorrenze, il che aumentava l'onere della manutenzione che quindi, nel 1585, fu assunto dal Comune. Divenne appuntamento fisso anche in occasione dell'arrivo in città di personaggi importanti, delle festività della Madonna di Monte Berico e delle celebrazioni per i 300 anni dalla nascita di Palladio. 
Le sue dimensioni variarono nel corso del tempo, ma erano comunque sempre imponenti (l'altezza variò tra i 18 e i 24 metri) e accoglieva oltre ai sei bambini alloggiati nella struttura girevole, cioè la vera e propria ruota, anche un ragazzo posto alla sommità della piramide, il cui coraggio veniva premiato con una ciambella dolce e una borsa piena di denaro. Altri personaggi e figuranti, musicanti, cavalieri e armigeri in costume, a piedi ed a cavallo formavano il corteo d'accompagnamento. Il peso della macchina, che poteva arrivare fino a oltre 80 quintali, era tale che occorrevano un centinaio di facchini per trascinarla lungo il percorso; dato lo sforzo imponente si dovette ricorrere in vari casi alla precettazione per trovare il numero adeguato di persone necessarie per farla sfilare. Quando non veniva utilizzata, era depositata presso il palazzo dei nobili Bissari, famiglia che da sempre ne aveva sostenuto la costruzione con notevoli somme di denaro; così il motto dei facchini era Viva la Rua de casa Bissara, mezi la tira e mezi la para!.
Nell'Ottocento la spettacolarità dell'esibizione e il grande afflusso di pubblico cittadino e forestiero attirava l'attenzione della stampa perché ogni uscita e le manifestazioni popolari che ne seguivano fornivano interessanti spunti di colore e di costume. Dopo la parata della Rua, infatti, si effettuava anche la corsa delle carrozze e la corsa dei cavalli sciolti, quest'ultima sospesa dal governo austriaco, ma comunque sostituita nel 1846 da uno spettacolo musicale al Teatro Olimpico.
Un'apposita commissione organizzava l'evento programmando i festeggiamenti, cercando le sponsorizzazioni e promozioni pubblicitarie; viene ad esempio ricordata una cartolina del 1882 che rappresentava la Rua e sulla quale appariva la scritta W Umberto I.
Simbolo di tradizione popolare, la Rua venne caricata anche di significati politici: negli anni dell'occupazione francese, l'originario Leone di San Marco fu sostituito dal Gallo d'Oltralpe con il cartiglio Libertà ed Eguaglianza; durante il Regno Lombardo-Veneto gli austriaci vi imposero invece l'aquila asburgica mentre, dopo l'annessione al Regno d'Italia, la Rua venne addobbata con bandiere tricolori e gli scudi di casa Savoia.
L'ultimo percorso tradizionale venne effettuato nel 1901: undici anni dopo, infatti, la Rua poté essere trascinata solamente in Piazza dei Signori e in Piazza Biade: la nuova viabilità urbana - con i cavi dell'illuminazione elettrica, del telegrafo e del tramvai che ormai attraversavano tutte le strade cittadine - ne rendeva impossibile il trasporto.
La sua ultima uscita risale al 1928, questa volta con l'accompagnamento dei labari fascisti. Le parti in legno smontate furono riposte in vari depositi comunali, ultimo dei quali fu il “lazzaretto”, cioè l'ex-ospizio della chiesa di San Giorgio in Gogna, dove furono distrutte nel 1944, durante un bombardamento alleato.

### Rivisitazione dellaRua

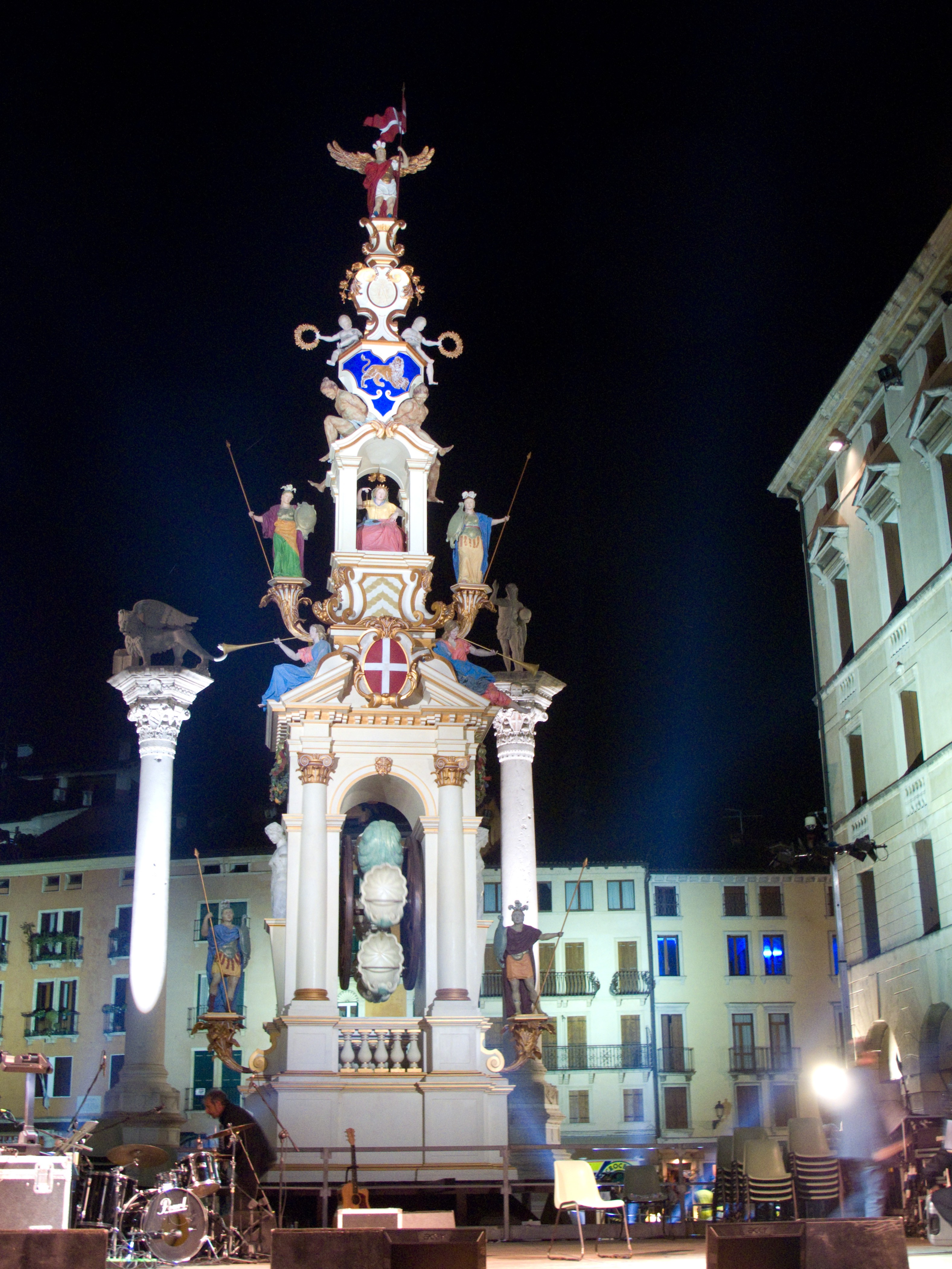
Sfilata storica 2013 - La Rua in piazza

Nel 1949 fu realizzata una riproduzione in scala ridotta, chiamata "Rueta", del peso di 400 kg e 8 metri di altezza, di proprietà dell'IPAB di Vicenza. La grande Rua invece, secondo il modello e le dimensioni tradizionali, fu ricostruita nel 2007 con materiali più moderni e resistenti per iniziativa delle AMCPS ed esposta in Piazza dei Signori durante il mese di settembre. La nuova edizione è alta 24 metri e pesa complessivamente 300 quintali.
Alla fine del 2009, da un'iniziativa di Davide Fiore , Conservatore del Museo Diocesano (Vicenza) furono convocati vari attori culturali della città, che in seguito si costituirono dapprima un comitato e poi l'Associazione Comitato per la Rua di Vicenza, che ha fatto rinascere l'antica tradizione dandole cadenza annuale nella prima settimana di settembre. 
La sfilata attuale è capeggiata dalla Rueta recentemente restaurata, che si presenta con una cascata di fiori biancorossi, come i colori della città. A sostenerla, a turno, sono 18 atleti vicentini accompagnati dal ritmo della fanfara storica degli alpini.
Il primo giro, effettuato nel 2010 sulla base della documentazione storica riadattata, ha avuto un successo di pubblico di circa 12.000 persone di cui circa 1.500 partecipanti al corteo delle associazioni in sfilata. Oggi la manifestazione vede la presenza di un corteo di 2.000-2.500 persone, che rappresentano le associazioni, i gruppi sportivi, le confraternite, gli ordini militari e gli ordini professionali del territorio.
Da piazza Duomo il corteo raggiunge piazza Castello, percorre quindi corso Palladio, e contrà Santa Barbara da dove entra in piazza dei Signori. Qui si svolge la cerimonia di accensione della grande Rua installata, fin dai primi giorni di settembre, nella piazza. 
A partire dalla seconda riedizione del 2011 ha preso avvio il gemellaggio tra l'Ordine dei notai di Vicenza e Bassano del Grappa e quello di Viterbo e Rieti, con una delegazione presente sia al Giro della Rua sia al Trasporto della Macchina di Santa Rosa di Viterbo, due feste antichissime entrambe suggellate dalla presenza dei notai come ordine promotore di entrambe le manifestazioni.
Dal 2015 il Giro si tiene con una valenza europea e biennale in tutti gli anni dispari.
- Il francobollo celebrativo di Poste Italiane Sfilata

Sfilata
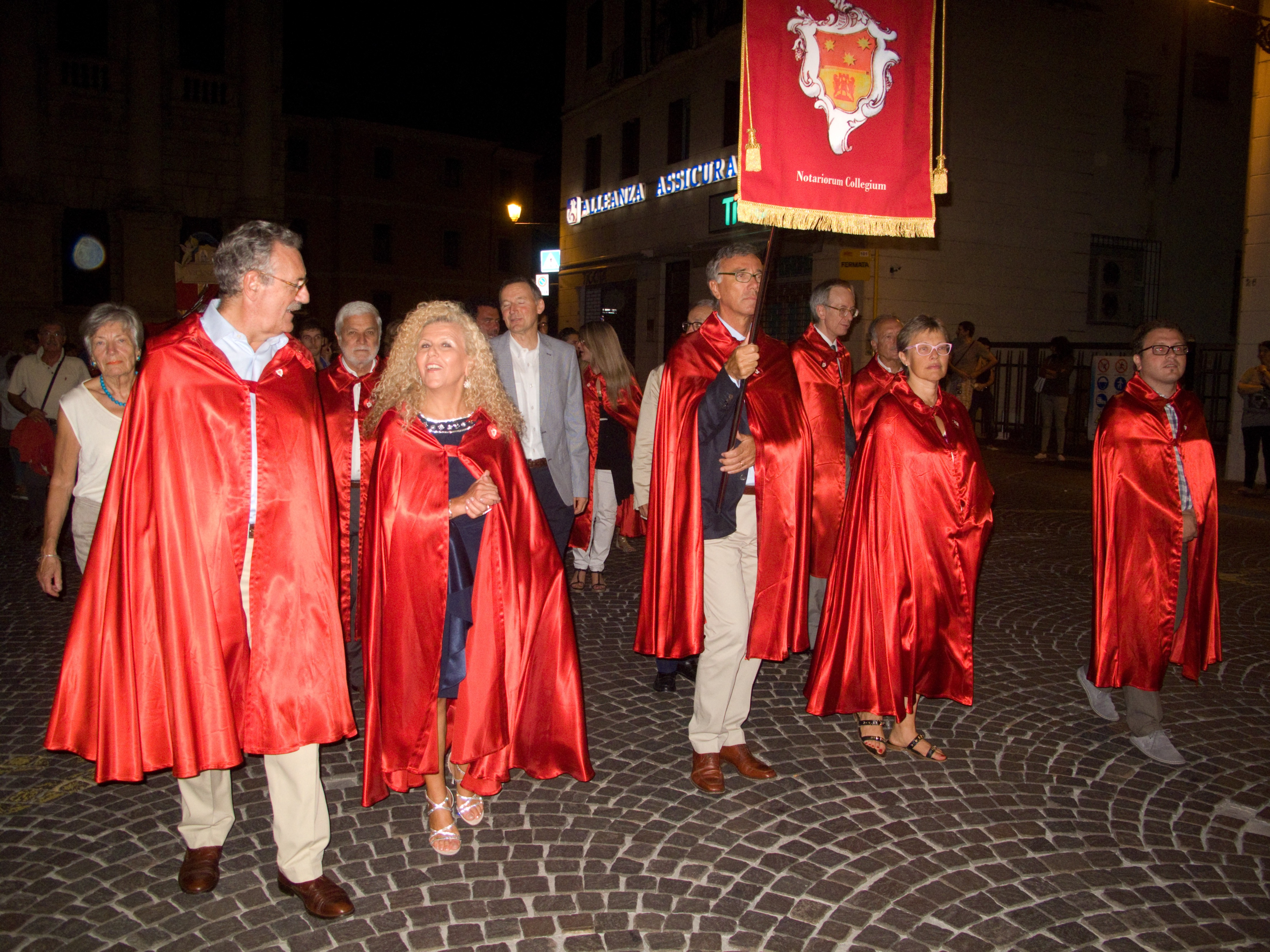
Collegio dei notai
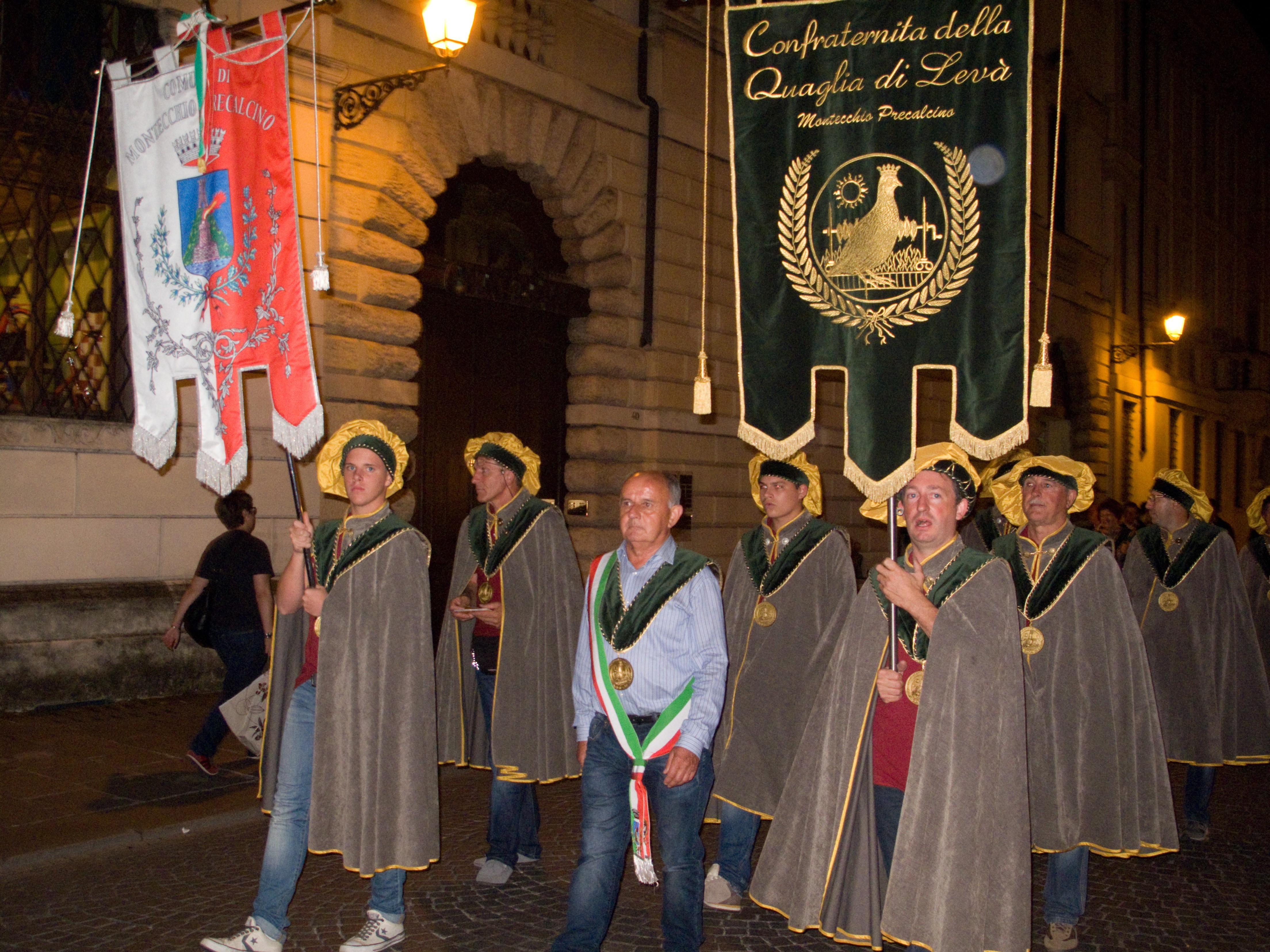
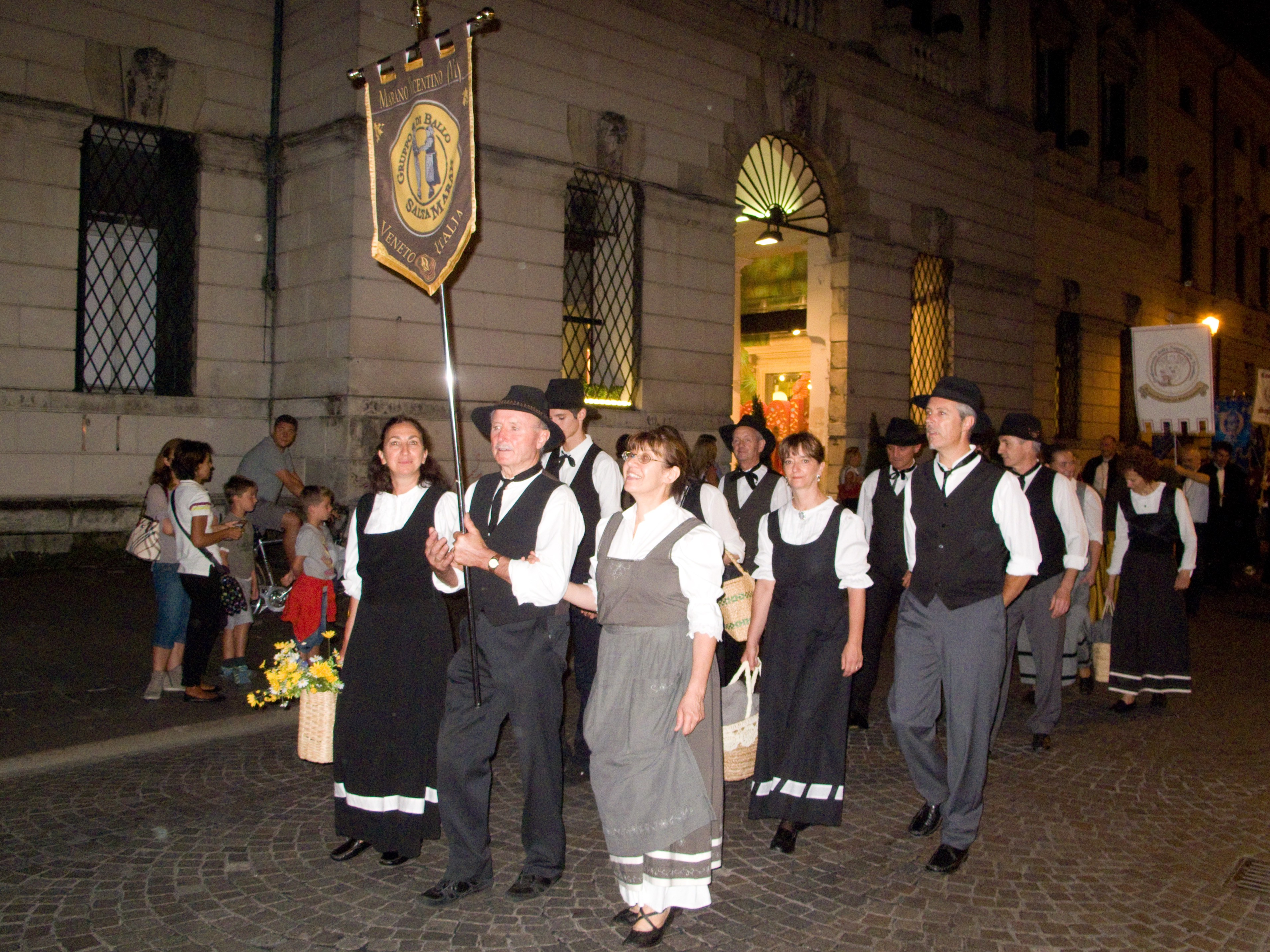
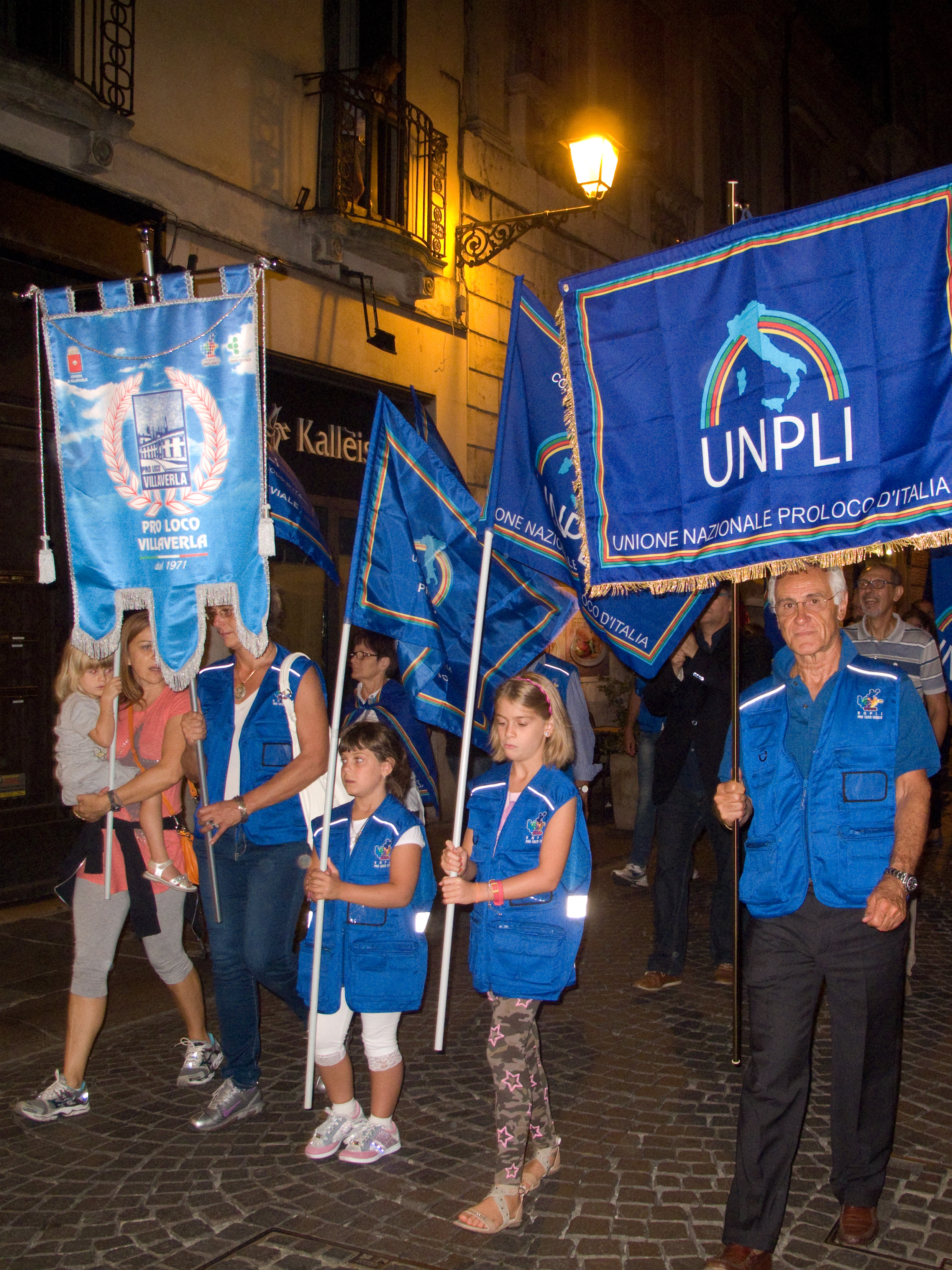
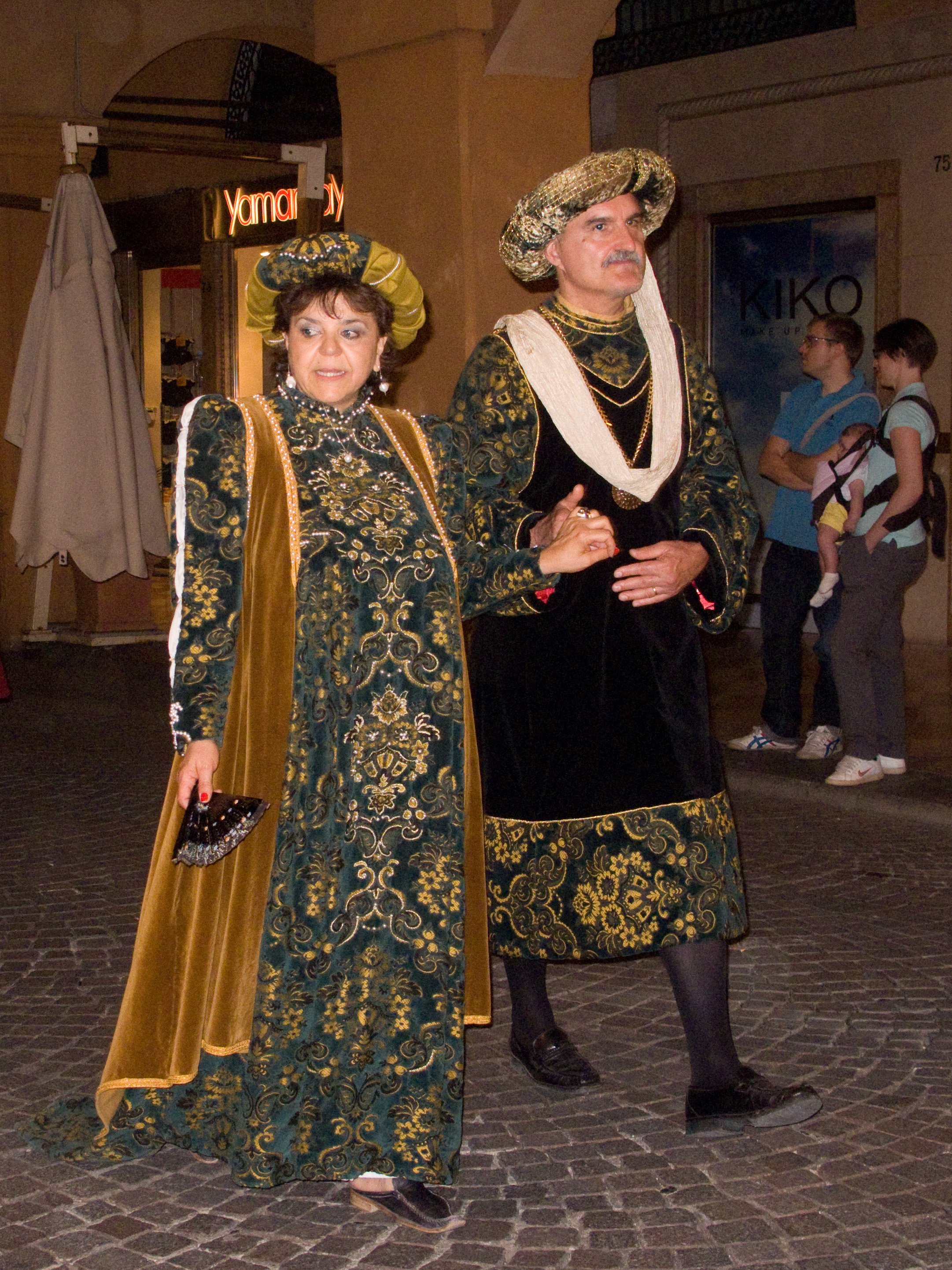
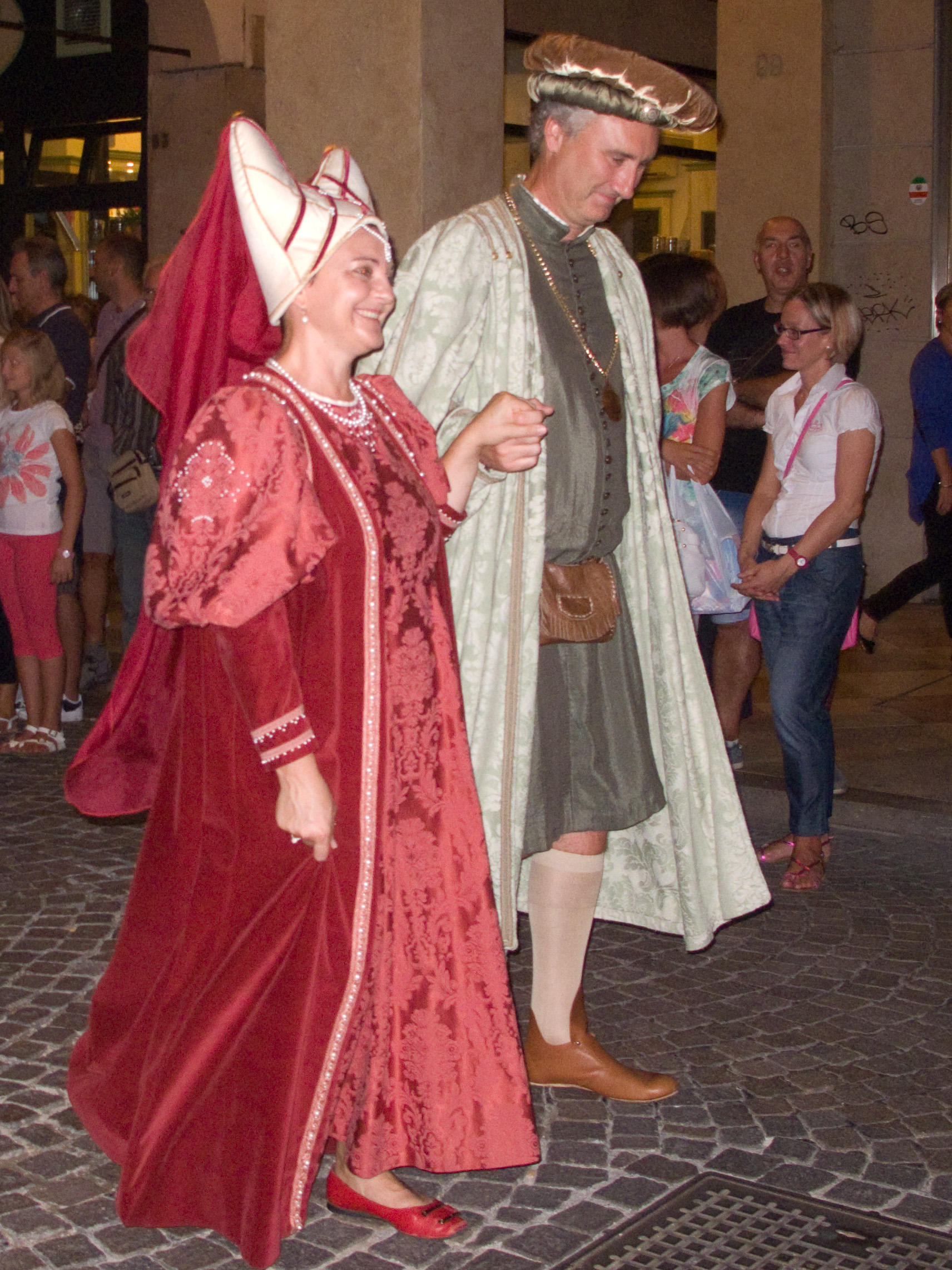
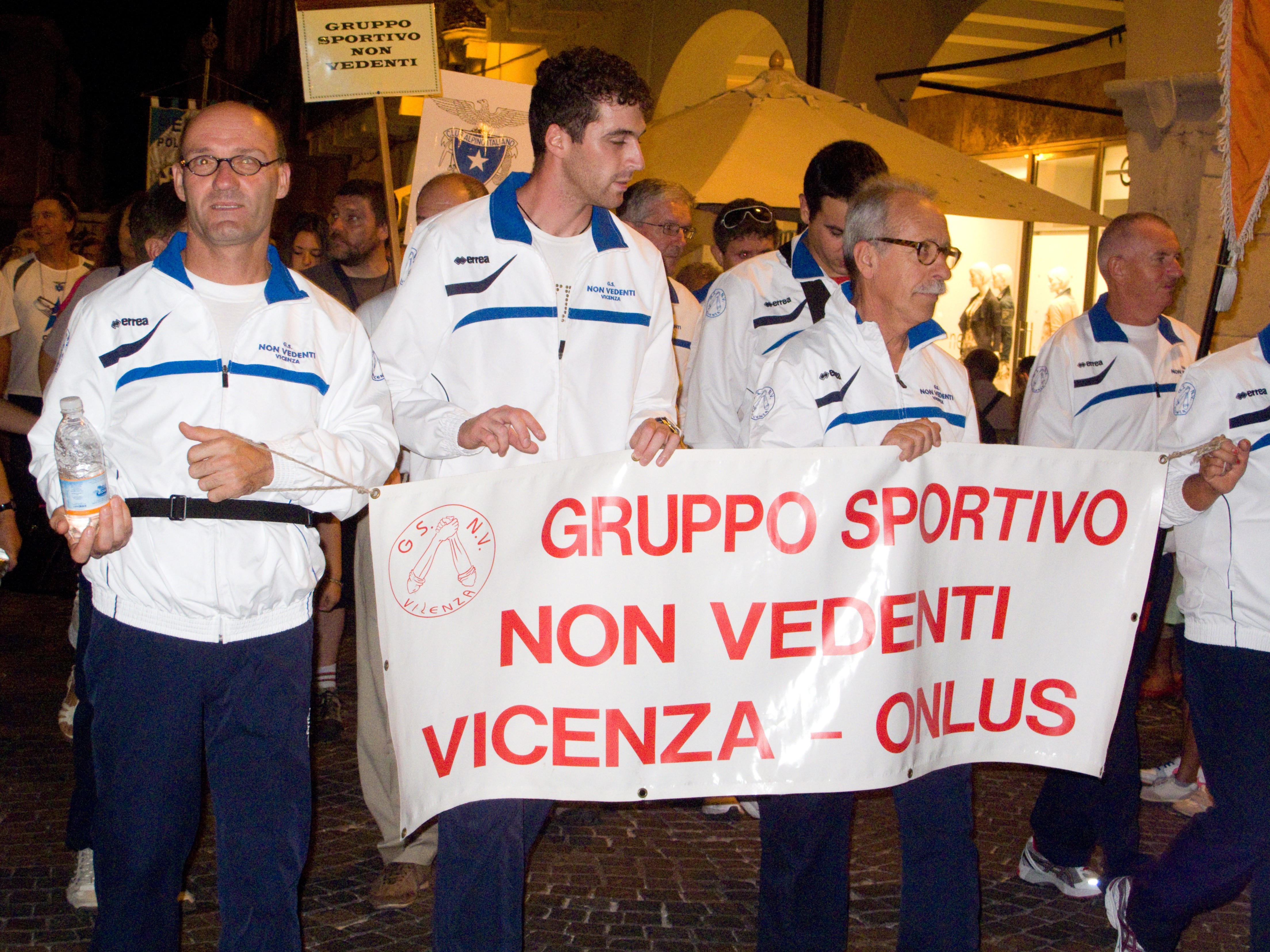
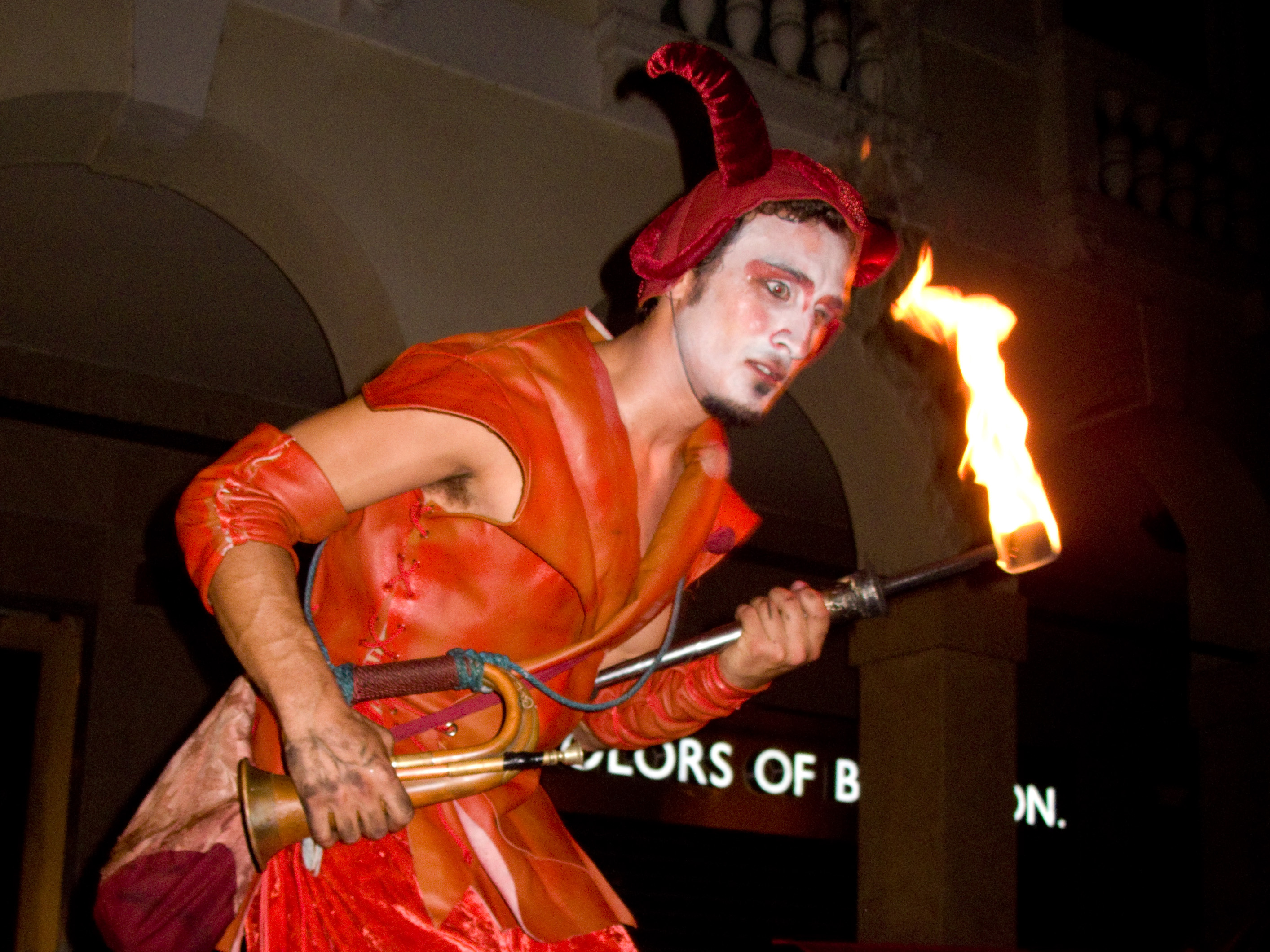
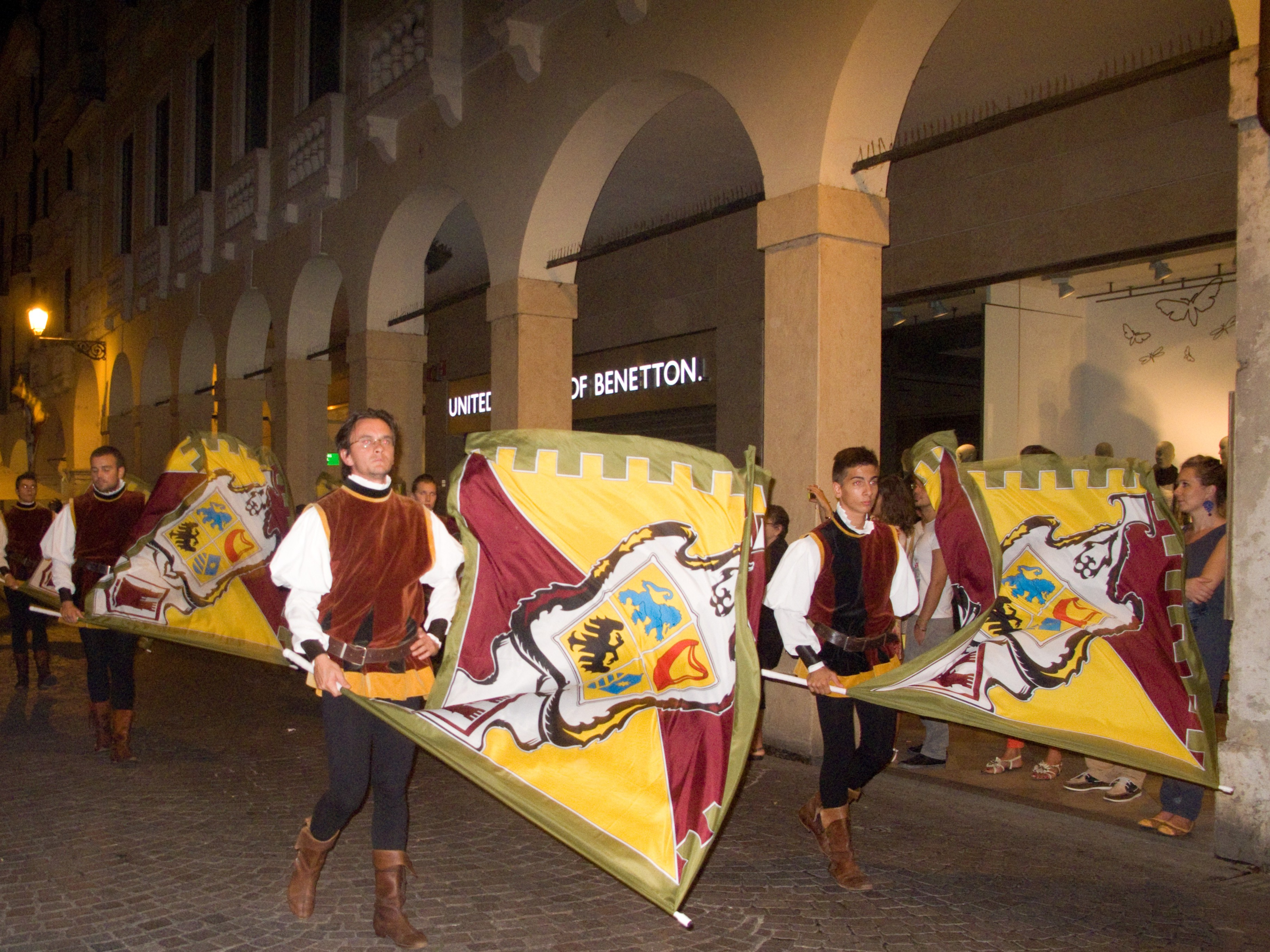
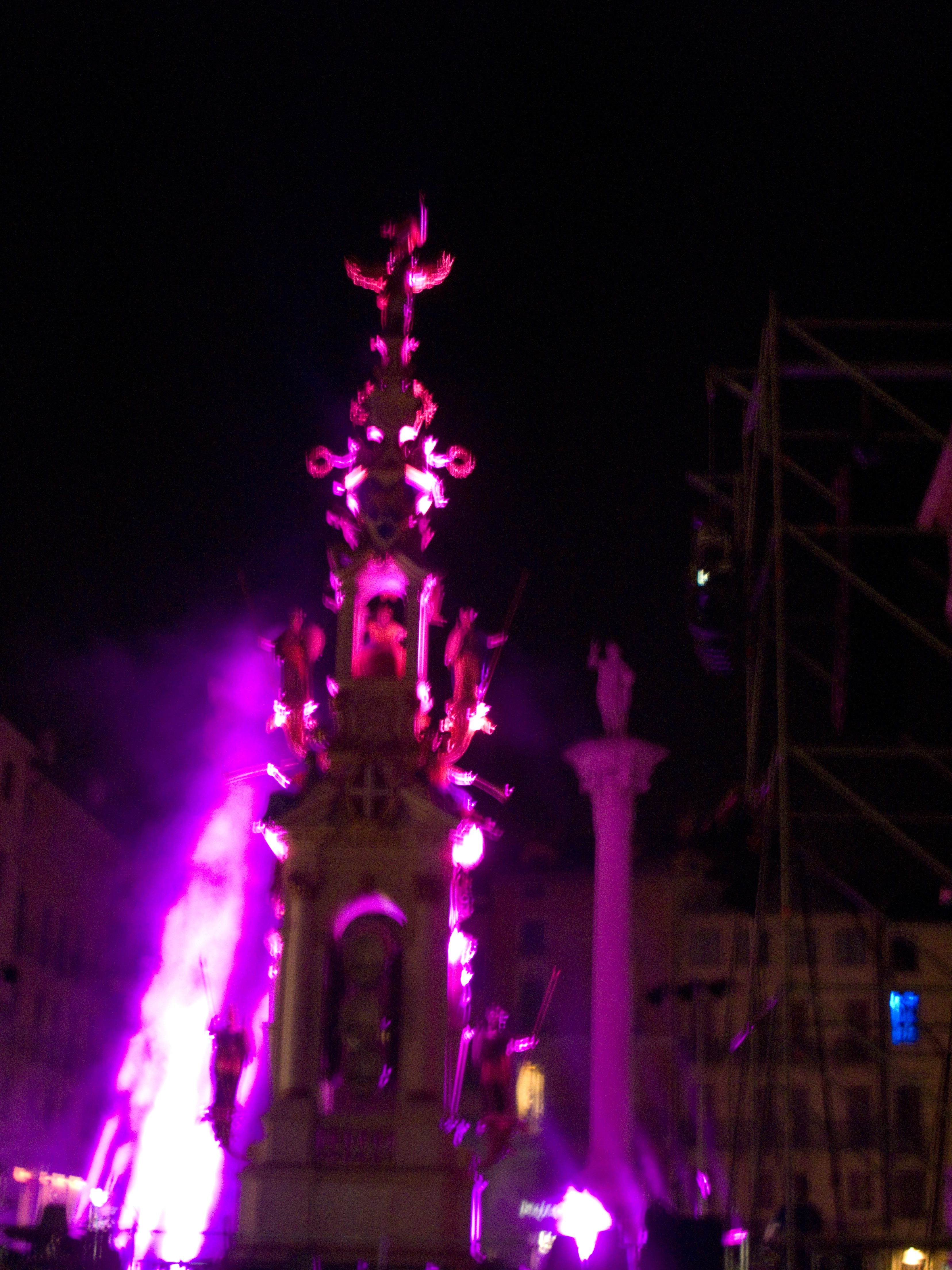
La Rua in piazza

## Note

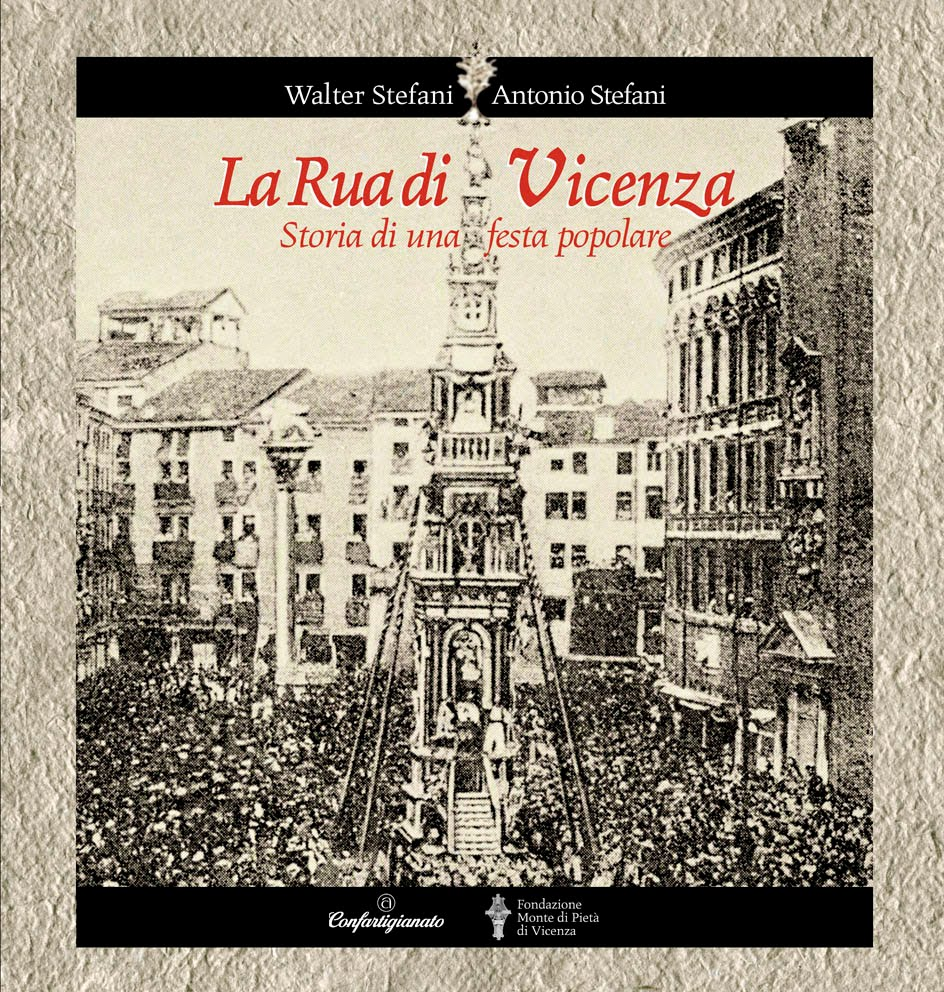
La riedizione del saggio dedicato al Giro della Rua